# Saprinus prasinus
Saprinus prasinus är en skalbaggsart som beskrevs av Wilhelm Ferdinand Erichson 1834. Saprinus prasinus ingår i släktet Saprinus och familjen stumpbaggar.

## Underarter
Arten delas in i följande underarter:
- S. p. prasinus
- S. p. aeneomicans